# Тадевосян, Вардан Николаевич
Вардан Николаевич Тадевосян (арм. Վարդան Նիկոլայի Թադևոսյան; род. 22 июля 1966, Ереван) — армянский реабилитационный терапевт, директор Реабилитационного центра имени Кэролайн Кокс в Степанакерте (Ханкенди; 2002—2023), государственный деятель непризнанной Нагорно-Карабахской Республики (НКР), министр здравоохранения НКР (2023).

## Биография
Родился 22 июля 1966 года в Ереване, Армянская ССР, СССР. В 1983 году закончил среднюю школу № 106 в Ереване. В 1985—1987 годах проходил срочную службу в рядах советской армии.
В 1990 году окончил Армянский государственный институт физической культуры и спорта. В 1991—1992 годах работал реабилитационным терапевтом в Международном центре посттравматической реабилитации в Ереване, до 1999 года руководил образовательным отделом этого центра.
В 1994 году обучался реабилитации людей с травмами спинного мозга на медицинском факультете в Гейдельбергском университете в Германии. В 1998 году проходил стажировку по специальности «реабилитационный терапевт» в США. В 1997 году обучался трудотерапии и физиотерапии для пожилых людей на Мальте. В 2003 обучался реабилитационной медицине при ампутациях нижних и верхних конечностей в Университетской больнице Уэльса в Кардиффе, Великобритания. В 2009 году обучался лечению детей с аутизмом в Швейцарии и обучался реабилитационной медицине в Реабилитационном центре Любляны в Словении.
С 1999 года работал в Степанакерте (Ханкенди) в Реабилитационном центре имени Кэролайн Кокс, основанном британской баронессой Каролиной Кокс, с 2002 года являлся его исполнительным директором.
14 марта 2023 год указом президента НКР Араика Арутюняна Тадевосян назначен министром здравоохранения НКР. Во время полномочий Тадевосяна государственные институты НКР были ликвидированы, в связи с чем он стал последним министром здравоохранения НКР.
Состоит в браке, имеет двух дочерей.